# Jean-Charles Lheureux
Pour les articles homonymes, voir Lheureux.
Jean-Charles Lheureux, né le 28 septembre 1920 à Génissieux et mort le 23 octobre 2010 à Rodilhan, est un écrivain et journaliste français.

## Biographie
Né à Génissieux en 1920, où il a pour condisciple Jacques Bodoin
Étudiant le droit et les lettres à Grenoble, il est fait prisonnier en 1939 et envoyé en stalag via Drancy. Jugé à Dresde pour « activité subversive », il est condamné à mort, mais échappe à l'exécution grâce à un vice de forme du procès. En 1945, il parvient à s'évader de la forteresse de Grudziądz et 
à rejoindre les armées alliées.
Devenu journaliste, il fait ses débuts à République Soir. Il fonde l'agence gardoise du Méridional, avant de prendre la tête, en 1956, de l'agence nîmoise du Midi libre. En parallèle, il est correspondant local du Monde.
De 1948 à 1949, il préside l'éphémère Club nîmois du cinéma français.
Il s'adonne à l'essai historique et au roman, mais signe aussi quatre nouvelles avec son épouse Simone. 
Élu à l'Académie de Nîmes en 1981, il en le secrétaire perpétuel de 1987 à 1989.

## Ouvrages
- Graudenz (Pologne) : la forteresse de la mort lente (1941-1945), Nîmes, Le Camariguo, 1983 (BNF 34740814).
- Histoire d'un village de Vistrenque : Rodilhan, Nîmes, Lacour, 1986  (ISBN 2-86971-004-6).
- Un écrivain nîmois engagé, Marc Bernard, Nîmes, Lacour, 1986  (ISBN 2-86971-010-0).
- Au bon vieux temps des masets : la garrigue des Nimois, ses rachalans, ses masetiers, Nîmes, Lacour, 1987  (ISBN 2-86971-026-7).
- Avec Simone Lheureux (préf. Lawrence Durrell), Le Maset de cinq sous : nouvelles, Nîmes, Lacour, 1990 (BNF 35467404).
- La Saga des colporteurs d'Ardiège en Comminges, Nîmes, Lacour, 1991 (BNF 35498166).
- Avec Simone Lheureux (ill. Jean-Pierre Audemard), La Feria des Sarrazins, Nîmes, Lacour, 1991  (ISBN 2-86971-306-1).
- Avec Simone Lheureux, Le Maset des quatre vents, Nîmes, Lacour, 1996 (BNF 36168162).
- Des ronds dans l'eau : poèmes, Nîmes, Lacour, 1997 (BNF 36168120).
- Avec Simone Lheureux, Histoires de Pimpette, du Freluquet et de bien d'autres, Nîmes, Lacour, 2001  (ISBN 2-84406-899-5).